# Großer Preis von Großbritannien 2014
Der Große Preis von Großbritannien 2014 (offiziell 2014 Formula 1 Santander British Grand Prix) fand am 6. Juli auf dem Silverstone Circuit in Silverstone statt und war das neunte Rennen der Formel-1-Weltmeisterschaft 2014.

## Bericht

### Hintergrund
Nach dem Großen Preis von Österreich führte Nico Rosberg in der Fahrerwertung mit 29 Punkten vor Lewis Hamilton und 82 Punkten vor Daniel Ricciardo. In der Konstrukteurswertung führte Mercedes mit 158 Punkten vor Red Bull-Renault und mit 203 Punkten vor Ferrari.
Beim Großen Preis von Großbritannien stellte Pirelli den Fahrern die Reifenmischungen P Zero Hard (orange) und P Zero Medium (weiß) sowie für Nässe Cinturato Intermediates (grün) und Cinturato Full-Wets (blau) zur Verfügung.
Es gab zwei DRS-Zonen, Zone eins begann 30 Meter nach der Aintree Corner, gemessen wurde der Abstand 25 Meter vor Village Corner. Die zweite DRS-Zone lag auf der Hangar Straight und begann 55 Meter nach der Chapel, der Messpunkt lag in der Maggots.
Im Vergleich zum Vorjahr wurde die Mauer auf der Kurveninnenseite am Ende der Wellington Straight verlängert, außerdem wurde der Kunstrasen an den Ausgängen der Kurven Aintree Corner, Woodcote und Copse entfernt. Zudem wurde das Drainagesystem rund um die Strecke verbessert.
Felipe Massa startete bei diesem Grand Prix zum 200. Mal in der Formel 1.
Jules Bianchi, Pastor Maldonado (jeweils vier), Valtteri Bottas, Marcus Ericsson, Kevin Magnussen und Adrian Sutil (jeweils zwei) gingen mit Strafpunkten ins Rennwochenende.
Mit Fernando Alonso (zweimal), Kimi Räikkönen, Hamilton, Sebastian Vettel und Rosberg (je einmal) traten fünf ehemalige Sieger zu diesem Grand Prix an.
Als Rennkommissare fungierten Gerd Ennser (DEU), Nigel Mansell (GBR), Tim Mayer (USA) und Richard Norbury (GBR).
Im Vorfeld des Rennens wurde bekannt, dass Tony Fernandes das Caterham F1 Team an ein arabisch-schweizerisches Konsortium verkauft hat. Zum Großen Preis von Großbritannien übernahm Christijan Albers die Position des Teamchefs, Colin Kolles wurde zum Rennleiter ernannt. Der bisherige Caterham-Teamchef Cyril Abiteboul kehrte zum Motorenhersteller Renault zurück, wo er Jean-Michel Jalinier als Managing Director ablöste. Jalinier arbeitete seit 1985 in verschiedenen Positionen für Renault und trat aus persönlichen Gründen zurück.

### Training

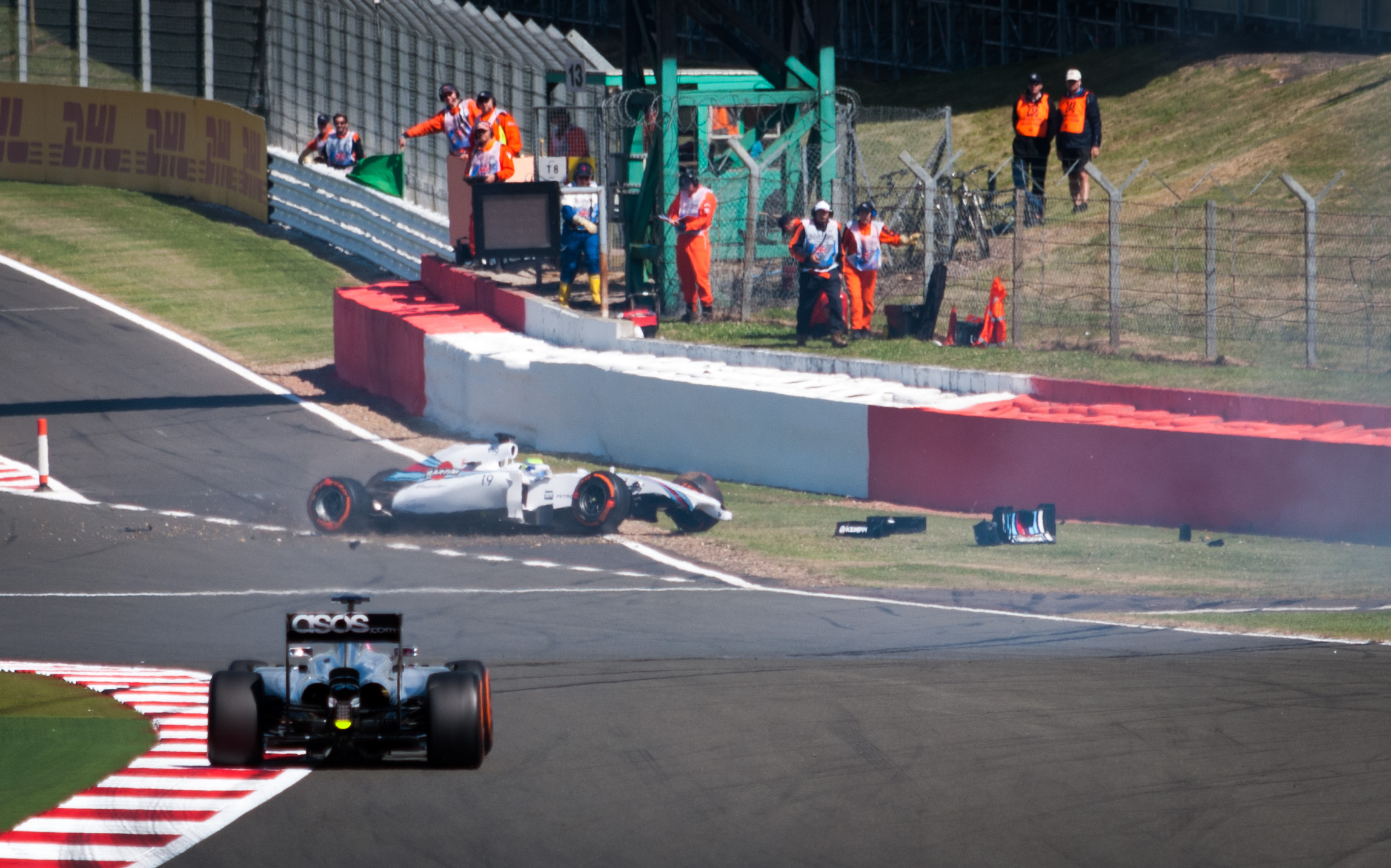
Massa mit dem stark beschädigten Williams unmittelbar nach seinem Unfall

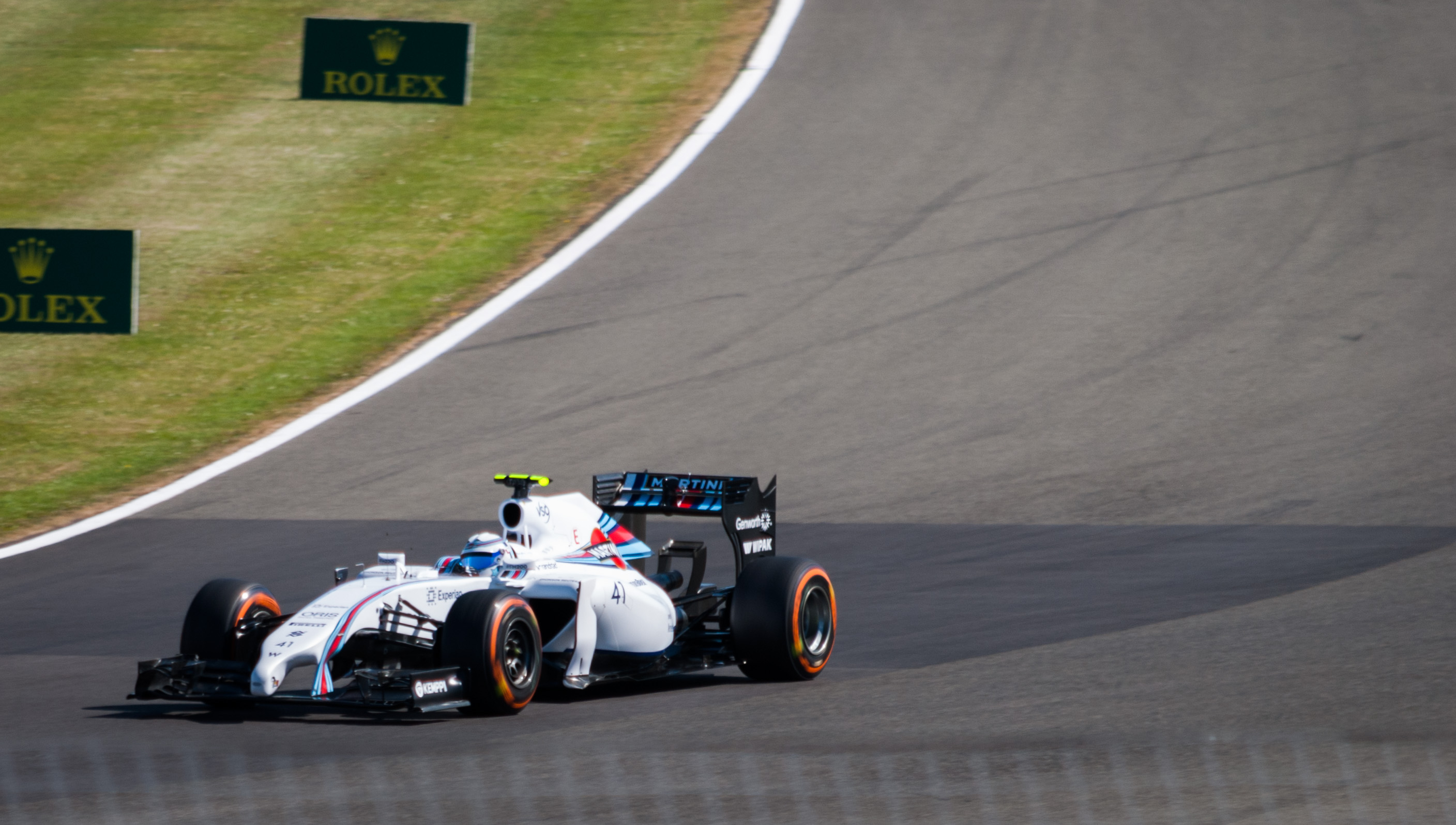
Susie Wolff im Training

Im ersten freien Training fuhr Rosberg die schnellste Runde vor seinem Teamkollegen Hamilton und Alonso. Susie Wolff übernahm in diesem Training den Williams von Bottas und Daniel Juncadella den Force India von Nico Hülkenberg. Beide kamen damit erstmals bei einem Grand-Prix-Wochenende zum Einsatz. Mit Wolff nahm zum ersten Mal seit Giovanna Amati beim Großen Preis von Brasilien 1992 wieder eine Frau an einem Formel-1-Rennwochenende teil. Außerdem fuhr Giedo van der Garde den Sauber von Sutil und Robin Frijns den Caterham von Kamui Kobayashi. Beide Williams schieden in diesem Training vorzeitig aus. Das Fahrzeug von Wolff erlitt einen Motorschaden, Massa musste das Training nach einem Unfall wegen eines Fahrfehlers beenden. Auch bei Caterham gab es Probleme an beiden Fahrzeugen. Frijns hatte einen technischen Defekt, Ericsson fuhr ins Kiesbett. Bis auf Maldonado, der seinen Rennwagen mit einem technischen Problem abstellen musste, fuhren alle Fahrer eine Zeit.
Im zweiten freien Training übernahm Hamilton die Führung vor Rosberg. Alonso blieb Dritter. Hamilton fiel nach einer Stunde mit einem Motorschaden aus. Im dritten freien Training regnete es. Die meisten Fahrer absolvierten nur wenig Runden, um Regenreifen zu sparen. Die drei bislang schnellsten Fahrer verzichteten sogar komplett auf eine gezeitete Runde. Vettel war der Schnellste vor Ricciardo und Maldonado.

### Qualifying
Das Qualifying fand unter regnerischen Bedingungen statt. Es bestand aus drei Teilen mit einer Nettolaufzeit von 45 Minuten. Im ersten Qualifying-Segment (Q1) hatten die Fahrer 18 Minuten Zeit, um sich für das Rennen zu qualifizieren. Alle Fahrer, die im ersten Abschnitts eine Zeit erzielten, die maximal 107 Prozent der schnellsten Rundenzeit betrug, qualifizierten sich für den Grand Prix. Die besten 16 Fahrer erreichten den nächsten Teil. Rosberg war am schnellsten. Beide Caterham-Fahrer scheiterten an der Qualifikation, nachträglich wurde ihnen aber ein Start zum Rennen erlaubt, da sie im Training ausreichend schnell waren. Neben ihnen schafften es die Ferrari- und Williams-Piloten nicht ins nächste Segment. Sutil blieb im Kiesbett stecken, sodass das Qualifying für ihn beendet war.
Der zweite Abschnitt (Q2) dauerte 15 Minuten. Die schnellsten zehn Piloten qualifizierten sich für den dritten Teil des Qualifyings. Hamilton war der Schnellste. Esteban Gutiérrez drehte sich ins Kiesbett und schied aus. Maldonado blieb ohne Kraftstoff stehen und wurde dafür aus der Wertung ausgeschlossen. Der Kraftstoffverbrauch Maldonados wurde nach Angaben seines Teams, Lotus, vom Motorenhersteller Renault falsch berechnet. Die Sauber-, Lotus- und Marussia-Piloten schafften es nicht ins nächste Segment. Mit den Plätzen 12 und 13 erzielte Marussia das bisher beste Qualifikationsergebnis des Teams. Beide Marussia waren bei dieser Veranstaltung erstmals die beiden schnellsten Fahrzeuge mit Ferrari-Motor.
Der finale Abschnitt (Q3) ging über eine Zeit von zwölf Minuten, in denen die ersten zehn Startpositionen vergeben wurden. Die Strecke war bei leichtem Regen so trocken, dass die Fahrer auf Slicks fuhren. Nachdem bis auf Vettel in der Anfangsphase alle Fahrer eine Runde absolviert hatten, nahm der Regen zu. Hamilton führte zu diesem Zeitpunkt vor Rosberg und Sergio Pérez. Kurz vor Ende hörte es wieder auf zu regnen, sodass im dritten Sektor schnellere Zeiten möglich waren und die fünf Fahrer, die am Ende noch eine Zeit setzen, das Klassement anführten. Rosberg erzielte die Pole-Position vor Vettel und Jenson Button. Hamilton, der zuvor führte, brach seinen letzten Versuch ab, da er nach einem schlechteren ersten Sektor nicht mehr an eine Verbesserung glaubte.

### Rennen

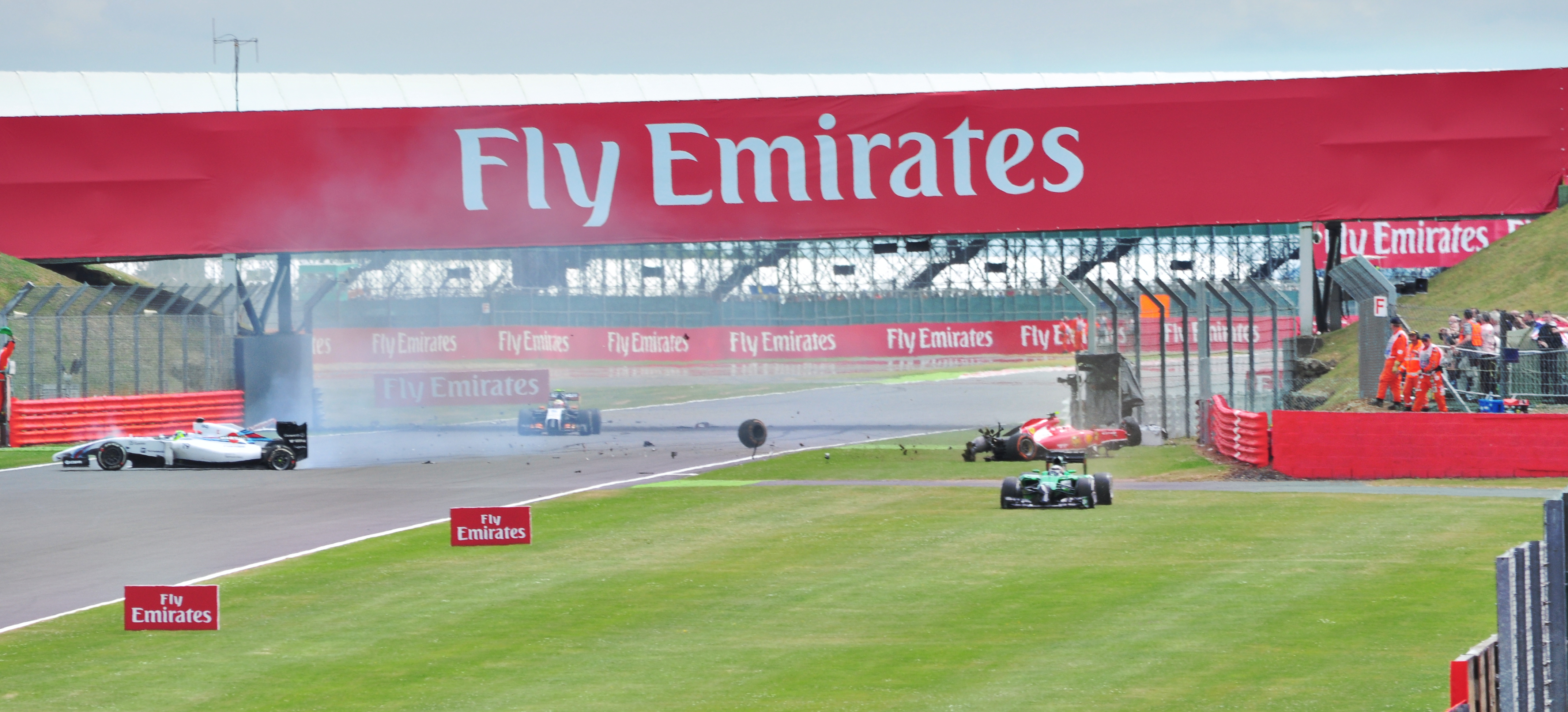
Massa (links) und Räikkönen (hinten rechts) in ihren beschädigten Fahrzeugen nach dem Unfall, Kobayashi (vorne rechts) konnte ausweichen

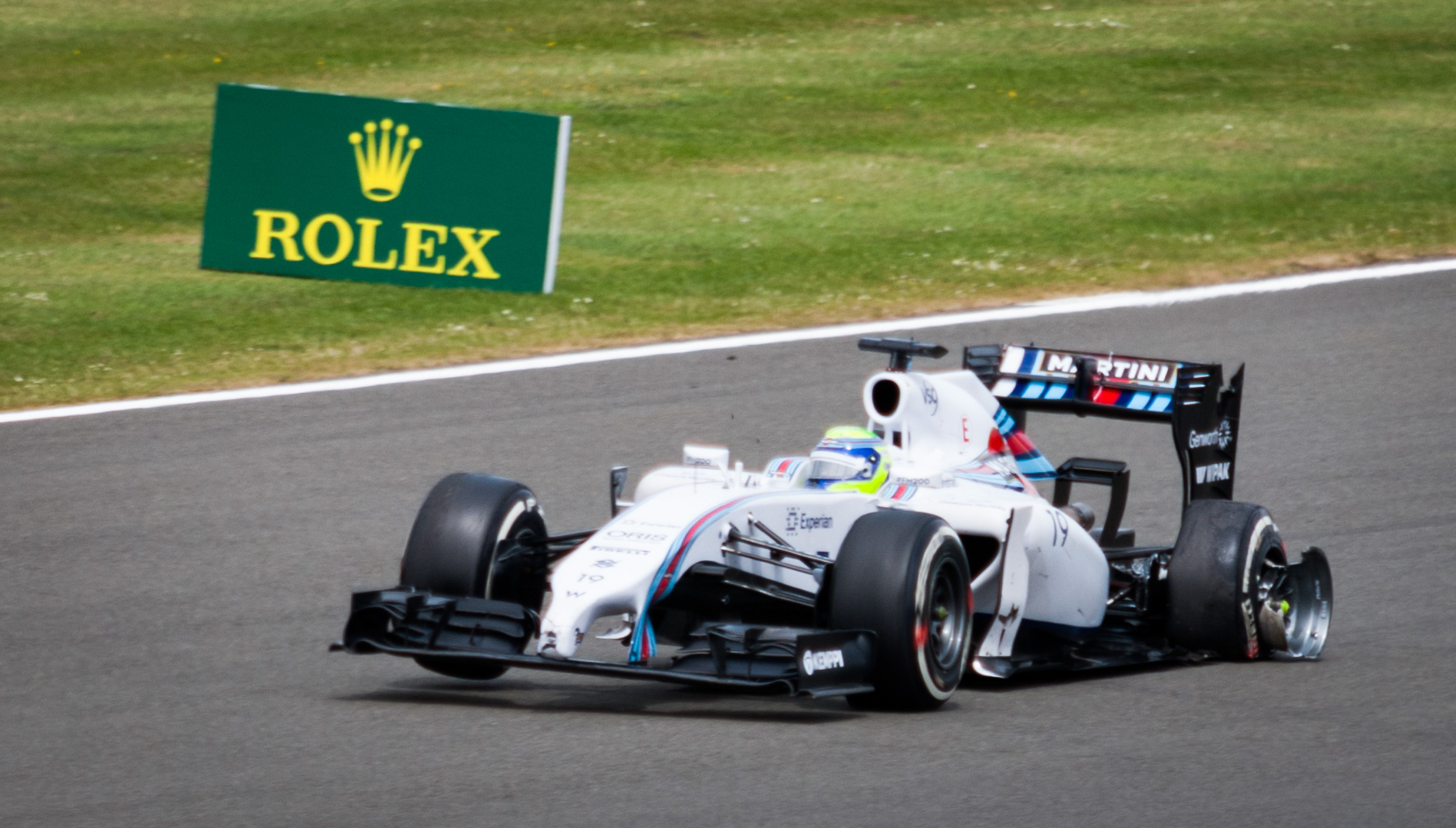
Massa fährt mit dem beschädigten Williams noch in die Box

Am Ende der Einführungsrunde hielt Alonso nicht rechtzeitig an und stand daher einige Meter vor seiner zulässigen Startposition. Am Williams von Massa gab es eine Rauchentwicklung, Massa fiel beim Start wegen eines Kupplungsproblems auf den letzten Platz zurück. Nach dem Rennen beklagte sich Massa über die langsam gefahrene Einführungsrunde, da dies seiner Ansicht nach die Kupplungsprobleme an seinem Fahrzeug ausgelöst habe. Auch Vettel verlor beim Start von Position zwei einige Plätze und fiel auf die fünfte Position zurück, während Rosberg seine Führung vor Button, Magnussen und Hamilton behielt. Pérez und Jean-Éric Vergne kollidierten ausgangs der ersten Kurve, Pérez drehte sich dabei und fiel ans Ende des Feldes zurück. Ausgangs der Arena kam Räikkönen von der Strecke ab. Er fuhr mit hohem Tempo durch die Auslaufzone zurück auf die Strecke, verlor dabei die Kontrolle über sein Fahrzeug und schlug heftig in eine Leitplanke ein; Ferrari gab später bekannt, dass beim Einschlag Kräfte von 47 g wirkten. Er drehte sich zurück auf die Strecke; der von hinten mit hoher Geschwindigkeit herannahende Kobayashi konnte einen Zusammenprall nur noch durch das Ausweichen auf die Rasenfläche neben der Strecke vermeiden. Der ebenfalls herannahende Massa, der unmittelbar hinter Kobayashi fuhr, zwang sein Fahrzeug in einen Dreher, wodurch es nur zu einer leichten Kollision mit dem Fahrzeug von Räikkönen kam, bei dem Massas linker Hinterreifen und die Antriebswelle beschädigt wurden. Für seine schnelle Reaktion, mit der er einen folgenschweren Zusammenprall vermied, wurde Massa von vielen Medienvertretern, darunter David Coulthard und Eddie Jordan, sehr gelobt. Räikkönen verließ das beschädigte Auto aus eigener Kraft und humpelte ins Medical Car. Er wurde ins Krankenhaus gebracht, wo eine starke Prellung des Knöchels diagnostiziert wurde. Räikkönen sagte daraufhin seine Teilnahme an den Testfahrten in der Woche nach dem Rennen ab. Ein Start beim nächsten Grand Prix war nach Aussagen der Ärzte jedoch nicht gefährdet.
Das Rennen wurde wegen einer beschädigten Leitplanke, die ausgetauscht werden musste, für etwa eine Stunde unterbrochen. Die Fahrer hielten daher auf der Start-Ziel-Geraden an; es durften Reparaturarbeiten und Reifenwechsel durchgeführt werden. Massa schaffte es zwar zurück in die Startaufstellung, sein Fahrzeug wurde jedoch zurück in die Box geschoben, da es zu stark beschädigt war. Max Chilton, dessen Marussia durch ein Trümmerteil von Räikkönens Ferrari beschädigt worden war, fuhr nicht zurück in die Startaufstellung, sondern an die Box und beging damit einen Regelverstoß, der mit einer Durchfahrtsstrafe geahndet wurde. Chilton fuhr zudem, als das Rennen wieder aufgenommen wurde, nicht direkt aus der Box und hatte daher eine Runde Rückstand. Die Kollision zwischen Pérez und Vergne in der ersten Kurve wurde von den Rennkommissaren untersucht, eine Strafe wurde nicht verhängt. Alonso wurde für das Nichteinhalten seiner korrekten Startposition mit einer 5-Sekunden-Zeitstrafe belegt. Alonso wechselte während der Unterbrechung von der härteren auf die weichere Reifenmischung, beide Red-Bull-Piloten entschieden sich für eine gegensätzliche Strategie.
Das Rennen wurde für eine Runde hinter dem Safety Car wieder aufgenommen und anschließend mit einem fliegenden Start freigegeben. Rosberg setzte sich direkt von seinen Gegnern ab. Hamilton fuhr in Copse neben Magnussen und überholte ihn, da Magnussen durch die Auslaufzone fuhr. Kurz darauf ging Hamilton auch an Button vorbei und belegte hinter seinem Teamkollegen die zweite Position. Bottas überholte Hülkenberg und lag damit auf dem sechsten Platz, Alonso ging an Daniil Kwjat und Ricciardo vorbei auf Platz acht. Die Mercedes-Piloten setzten sich an der Spitze vom restlichen Feld ab, Rosberg lag etwa fünf Sekunden vor Hamilton. In der neunten Runde gab es beim Anbremsen vor der Vale eine Kollision zwischen Maldonado und Gutiérrez. Maldonados Lotus wurde kurz in die Luft gehebelt, er fuhr jedoch weiter. Gutiérrez rutsche kurz darauf mit einer beschädigten Radaufhängung ins Kiesbett und schied aus. Die Kollision wurde von den Rennkommissaren untersucht und Gutiérrez für das nächste Rennen um drei Positionen nach hinten versetzt. Ein paar Runden nach diesem Zwischenfall gab Ericsson mit defekter linker Vorderradaufhängung auf.
Indes war Vettel zum ersten Mal an die Box gegangen und wechselte zurück auf die weichere Reifenmischung. Bottas lag damit hinter den McLaren-Piloten und ging einige Runden darauf an Magnussen vorbei auf Platz vier und wenig später an Button vorbei auf Platz drei. Alonso hatte in der Zwischenzeit Hülkenberg überholt und profitierte vom Boxenstopp Ricciardos, sodass er eine Runde nach Bottas ebenfalls an Magnussen vorbeifuhr. Hamilton holte auf Rosberg auf und reduzierte den Rückstand auf zwei Sekunden, bis dieser in der 18. Runde an die Box ging und hinter Hamilton zurückfiel. Rosberg meldete kurz nach seinem Boxenstopp per Funk Getriebeprobleme an das Mercedes-Team, fuhr jedoch weiter und erzielte die bis dahin schnellste Rennrunde. Hamilton blieb bis zur 25. Runde auf der Strecke und wechselte auf die härtere Mischung, sodass er das Rennen theoretisch ohne weiteren Boxenstopp hätte bestreiten können. Er fiel auf den zweiten Platz hinter Rosberg zurück und erzielte kurz darauf die schnellste Rennrunde. Vettel war in der Zwischenzeit an Magnussen vorbeigefahren, Alonso blieb nach Absolvieren seiner 5-Sekunden-Strafe vor Magnussen.
In der 28. Runde wurde Rosberg langsamer und stellte sein Fahrzeug schließlich mit einem technischen Problem ab, sodass Hamilton die Führung vor Bottas übernahm. Bottas ging kurz darauf zu seinem einzigen Boxenstopp an die Box und behielt die zweite Position, hatte jedoch über 40 Sekunden Rückstand auf Hamilton. Hinter den beiden Führenden lagen in dieser Phase Ricciardo, Button, Alonso und Vettel. Vettel machte mit frischeren Reifen Druck auf Alonso und duellierte sich über mehrere Runden mit ihm. Beide Fahrer verließen dabei kurzzeitig die Strecke und beschwerten sich über Boxenfunk über den jeweils anderen. In der 47. Runde setzte sich Vettel auf der ehemaligen Start-Ziel-Geraden neben Alonso und zog – als Alonso nachgab – in der Copse an ihm vorbei. In der Zwischenzeit war Hamilton zum zweiten Mal an der Box gewesen, da sein Vorsprung einen weiteren Reifenwechsel problemlos zuließ. Maldonado fiel einige Runden vor Schluss mit einem technischen Defekt aus, wurde aber noch gewertet.
Hamilton gewann das Rennen vor Bottas und Ricciardo, der Button in der Schlussphase hinter sich hielt. Für Hamilton war es der 27. Sieg in der Formel-1-Weltmeisterschaft. Vettel wurde Fünfter vor Alonso. Die Top 10 komplettierten Magnussen, Hülkenberg, Kwjat und Vergne. Bottas erzielte mit dem zweiten Platz seine bis dahin beste Platzierung. Erstmals seit dem Großen Preis von Spanien 2013 – und damit seit über einem Jahr – kam kein deutscher Pilot unter die ersten drei.
In der Fahrer- und Konstrukteursweltmeisterschaft blieben die ersten drei Positionen unverändert. Hamilton verkürzte den Rückstand auf Rosberg auf vier Punkte.

## Meldeliste
| Team                          | Nr. | Fahrer              | Chassis           | Motor                 | Reifen |
| ----------------------------- | --- | ------------------- | ----------------- | --------------------- | ------ |
| Infiniti Red Bull Racing      | 01  | Sebastian Vettel    | Red Bull RB10     | Renault 1.6 V6T       | P      |
| Infiniti Red Bull Racing      | 03  | Daniel Ricciardo    | Red Bull RB10     | Renault 1.6 V6T       | P      |
| Marussia F1 Team              | 04  | Max Chilton         | Marussia MR03     | Ferrari 1.6 V6T       | P      |
| Marussia F1 Team              | 17  | Jules Bianchi       | Marussia MR03     | Ferrari 1.6 V6T       | P      |
| Mercedes AMG Petronas F1 Team | 06  | Nico Rosberg        | Mercedes F1 W05   | Mercedes-Benz 1.6 V6T | P      |
| Mercedes AMG Petronas F1 Team | 44  | Lewis Hamilton      | Mercedes F1 W05   | Mercedes-Benz 1.6 V6T | P      |
| Scuderia Ferrari              | 07  | Kimi Räikkönen      | Ferrari F14 T     | Ferrari 1.6 V6T       | P      |
| Scuderia Ferrari              | 14  | Fernando Alonso     | Ferrari F14 T     | Ferrari 1.6 V6T       | P      |
| Lotus F1 Team                 | 08  | Romain Grosjean     | Lotus E22         | Renault 1.6 V6T       | P      |
| Lotus F1 Team                 | 13  | Pastor Maldonado    | Lotus E22         | Renault 1.6 V6T       | P      |
| Caterham F1 Team              | 09  | Marcus Ericsson     | Caterham CT05     | Renault 1.6 V6T       | P      |
| Caterham F1 Team              | 10  | Kamui Kobayashi     | Caterham CT05     | Renault 1.6 V6T       | P      |
| Caterham F1 Team              | 46  | Robin Frijns        | Caterham CT05     | Renault 1.6 V6T       | P      |
| Sahara Force India F1 Team    | 11  | Sergio Pérez        | Force India VJM07 | Mercedes-Benz 1.6 V6T | P      |
| Sahara Force India F1 Team    | 27  | Nico Hülkenberg     | Force India VJM07 | Mercedes-Benz 1.6 V6T | P      |
| Sahara Force India F1 Team    | 34  | Daniel Juncadella   | Force India VJM07 | Mercedes-Benz 1.6 V6T | P      |
| Williams Martini Racing       | 19  | Felipe Massa        | Williams FW36     | Mercedes-Benz 1.6 V6T | P      |
| Williams Martini Racing       | 41  | Susie Wolff         | Williams FW36     | Mercedes-Benz 1.6 V6T | P      |
| Williams Martini Racing       | 77  | Valtteri Bottas     | Williams FW36     | Mercedes-Benz 1.6 V6T | P      |
| McLaren Mercedes              | 20  | Kevin Magnussen     | McLaren MP4-29    | Mercedes-Benz 1.6 V6T | P      |
| McLaren Mercedes              | 22  | Jenson Button       | McLaren MP4-29    | Mercedes-Benz 1.6 V6T | P      |
| Sauber F1 Team                | 21  | Esteban Gutiérrez   | Sauber C33        | Ferrari 1.6 V6T       | P      |
| Sauber F1 Team                | 36  | Giedo van der Garde | Sauber C33        | Ferrari 1.6 V6T       | P      |
| Sauber F1 Team                | 99  | Adrian Sutil        | Sauber C33        | Ferrari 1.6 V6T       | P      |
| Scuderia Toro Rosso           | 25  | Jean-Éric Vergne    | Toro Rosso STR9   | Renault 1.6 V6T       | P      |
| Scuderia Toro Rosso           | 26  | Daniil Kwjat        | Toro Rosso STR9   | Renault 1.6 V6T       | P      |

Anmerkungen
1. 1 2  Der Caterham mit der Nummer 46 wurde im ersten freien Training für Frijns eingesetzt. Kobayashi übernahm das Fahrzeug anschließend für das restliche Rennwochenende mit seiner Startnummer 10.
2. 1 2  Der Force India mit der Nummer 34 wurde im ersten freien Training für Juncadella eingesetzt. Hülkenberg übernahm das Fahrzeug anschließend für das restliche Rennwochenende mit seiner Startnummer 27.
3. 1 2  Der Williams mit der Nummer 41 wurde im ersten freien Training für Wolff eingesetzt. Bottas übernahm das Fahrzeug anschließend für das restliche Rennwochenende mit seiner Startnummer 77.
4. 1 2  Der Sauber mit der Startnummer 36 wurde im ersten freien Training für van der Garde eingesetzt. Sutil übernahm das Fahrzeug anschließend für das restliche Rennwochenende mit seiner Startnummer 99.

## Klassifikationen

### Qualifying
| Pos.                                                                      | Fahrer            | Konstrukteur         | Q1       | Q2         | Q3       | Start |
| ------------------------------------------------------------------------- | ----------------- | -------------------- | -------- | ---------- | -------- | ----- |
| 01                                                                        | Nico Rosberg      | Mercedes             | 1:40,380 | 1:35,179   | 1:35,766 | 01    |
| 02                                                                        | Sebastian Vettel  | Red Bull-Renault     | 1:45,086 | 1:36,410   | 1:37,386 | 02    |
| 03                                                                        | Jenson Button     | McLaren-Mercedes     | 1:44,425 | 1:36,579   | 1:38,200 | 03    |
| 04                                                                        | Nico Hülkenberg   | Force India-Mercedes | 1:41,271 | 1:37,112   | 1:38,329 | 04    |
| 05                                                                        | Kevin Magnussen   | McLaren-Mercedes     | 1:42,507 | 1:37,370   | 1:38,417 | 05    |
| 06                                                                        | Lewis Hamilton    | Mercedes             | 1:41,058 | 1:34,870   | 1:39,232 | 06    |
| 07                                                                        | Sergio Pérez      | Force India-Mercedes | 1:42,146 | 1:37,350   | 1:40,457 | 07    |
| 08                                                                        | Daniel Ricciardo  | Red Bull-Renault     | 1:44,710 | 1:38,166   | 1:40,606 | 08    |
| 09                                                                        | Daniil Kwjat      | Toro Rosso-Renault   | 1:41,032 | 1:36,813   | 1:40,707 | 09    |
| 10                                                                        | Jean-Éric Vergne  | Toro Rosso-Renault   | 1:43,040 | 1:37,800   | 1:40,855 | 10    |
| 11                                                                        | Romain Grosjean   | Lotus-Renault        | 1:43,121 | 1:38,496   | –        | 11    |
| 12                                                                        | Jules Bianchi     | Marussia-Ferrari     | 1:41,169 | 1:38,709   | –        | 12    |
| 13                                                                        | Max Chilton       | Marussia-Ferrari     | 1:42,082 | 1:39,800   | –        | 17    |
| 14                                                                        | Esteban Gutiérrez | Sauber-Ferrari       | 1:43,285 | 1:40,912   | –        | 19    |
| 15                                                                        | Adrian Sutil      | Sauber-Ferrari       | 1:42,603 | keine Zeit | –        | 13    |
| 16                                                                        | Valtteri Bottas   | Williams-Mercedes    | 1:45,318 | –          | –        | 14    |
| 17                                                                        | Felipe Massa      | Williams-Mercedes    | 1:45,695 | –          | –        | 15    |
| 18                                                                        | Fernando Alonso   | Ferrari              | 1:45,935 | –          | –        | 16    |
| 19                                                                        | Kimi Räikkönen    | Ferrari              | 1:46,684 | –          | –        | 18    |
| 107-Prozent-Zeit: 1:47,406 min (bezogen auf Q1-Bestzeit von 1:40,380 min) |                   |                      |          |            |          |       |
| DSQ                                                                       | Pastor Maldonado  | Lotus-Renault        | 1:43,892 | 1:44,018   | –        | 20    |
| DNQ                                                                       | Marcus Ericsson   | Caterham-Renault     | 1:49,421 | –          | –        | 21    |
| DNQ                                                                       | Kamui Kobayashi   | Caterham-Renault     | 1:49,625 | –          | –        | 22    |

Anmerkungen
1. ↑  Chilton wurde wegen eines vorzeitigen Getriebewechsels um fünf Positionen nach hinten versetzt.
2. ↑  Gutiérrez wurde wegen einer unsicheren Freigabe bei einem Boxenstopp beim Großen Preis von Österreich um zehn Positionen nach hinten versetzt. Darüber hinaus erhielt er für einen vorzeitigen Getriebewechsel eine Startplatzstrafe in Höhe von fünf Positionen.
3. ↑  Maldonado wurde aus der Wertung des Qualifyings ausgeschlossen, da er am Ende von Q2 ohne Benzin stehen blieb und damit weniger als den vom Reglement geforderten Liter Kraftstoff im Tank hatte.

### Rennen
| Pos. | Fahrer            | Konstrukteur         | Runden | Zeit        | Start | Schnellste Runde |
| ---- | ----------------- | -------------------- | ------ | ----------- | ----- | ---------------- |
| 01   | Lewis Hamilton    | Mercedes             | 52     | 2:26:52,094 | 06    | 1:37,176 (26.)   |
| 02   | Valtteri Bottas   | Williams-Mercedes    | 52     | + 30,135    | 14    | 1:38,264 (34.)   |
| 03   | Daniel Ricciardo  | Red Bull-Renault     | 52     | + 46,495    | 08    | 1:38,459 (34.)   |
| 04   | Jenson Button     | McLaren-Mercedes     | 52     | + 47,390    | 03    | 1:38,284 (52.)   |
| 05   | Sebastian Vettel  | Red Bull-Renault     | 52     | + 53,864    | 02    | 1:37,481 (52.)   |
| 06   | Fernando Alonso   | Ferrari              | 52     | + 59,946    | 16    | 1:38,587 (52.)   |
| 07   | Kevin Magnussen   | McLaren-Mercedes     | 52     | + 1:02,563  | 05    | 1:38,677 (32.)   |
| 08   | Nico Hülkenberg   | Force India-Mercedes | 52     | + 1:28,692  | 04    | 1:38,625 (52.)   |
| 09   | Daniil Kwjat      | Toro Rosso-Renault   | 52     | + 1:29,340  | 09    | 1:38,407 (45.)   |
| 10   | Jean-Éric Vergne  | Toro Rosso-Renault   | 51     | + 1 Runde   | 10    | 1:39,261 (44.)   |
| 11   | Sergio Pérez      | Force India-Mercedes | 51     | + 1 Runde   | 07    | 1:38,716 (41.)   |
| 12   | Romain Grosjean   | Lotus-Renault        | 51     | + 1 Runde   | 11    | 1:38,919 (48.)   |
| 13   | Adrian Sutil      | Sauber-Ferrari       | 51     | + 1 Runde   | 13    | 1:40,041 (34.)   |
| 14   | Jules Bianchi     | Marussia-Ferrari     | 51     | + 1 Runde   | 12    | 1:39,961 (51.)   |
| 15   | Kamui Kobayashi   | Caterham-Renault     | 50     | + 2 Runden  | 22    | 1:41,462 (31.)   |
| 16   | Max Chilton       | Marussia-Ferrari     | 50     | + 2 Runden  | 17    | 1:40,399 (50.)   |
| 17   | Pastor Maldonado  | Lotus-Renault        | 49     | DNF         | 20    | 1:40,314 (48.)   |
| –    | Nico Rosberg      | Mercedes             | 28     | DNF         | 01    | 1:38,091 (26.)   |
| –    | Marcus Ericsson   | Caterham-Renault     | 11     | DNF         | 21    | 1:44,319 (07.)   |
| –    | Esteban Gutiérrez | Sauber-Ferrari       | 9      | DNF         | 19    | 1:42,566 (07.)   |
| –    | Felipe Massa      | Williams-Mercedes    | 0      | DNF         | 15    | –                |
| –    | Kimi Räikkönen    | Ferrari              | 0      | DNF         | 18    | –                |

## WM-Stände nach dem Rennen
Die ersten zehn des Rennens bekamen 25, 18, 15, 12, 10, 8, 6, 4, 2 bzw. 1 Punkt(e).

### Fahrerwertung
| Pos. | Fahrer           | Konstrukteur         | Punkte |
| ---- | ---------------- | -------------------- | ------ |
| 01   | Nico Rosberg     | Mercedes             | 165    |
| 02   | Lewis Hamilton   | Mercedes             | 161    |
| 03   | Daniel Ricciardo | Red Bull-Renault     | 98     |
| 04   | Fernando Alonso  | Ferrari              | 87     |
| 05   | Valtteri Bottas  | Williams-Mercedes    | 73     |
| 06   | Sebastian Vettel | Red Bull-Renault     | 70     |
| 07   | Nico Hülkenberg  | Force India-Mercedes | 63     |
| 08   | Jenson Button    | McLaren-Mercedes     | 55     |
| 09   | Kevin Magnussen  | McLaren-Mercedes     | 35     |
| 10   | Felipe Massa     | Williams-Mercedes    | 30     |
| 11   | Sergio Pérez     | Force India-Mercedes | 28     |

| Pos. | Fahrer            | Konstrukteur       | Punkte |
| ---- | ----------------- | ------------------ | ------ |
| 12   | Kimi Räikkönen    | Ferrari            | 19     |
| 13   | Jean-Éric Vergne  | Toro Rosso-Renault | 9      |
| 14   | Romain Grosjean   | Lotus-Renault      | 8      |
| 15   | Daniil Kwjat      | Toro Rosso-Renault | 6      |
| 16   | Jules Bianchi     | Marussia-Ferrari   | 2      |
| 17   | Adrian Sutil      | Sauber-Ferrari     | 0      |
| 18   | Marcus Ericsson   | Caterham-Renault   | 0      |
| 19   | Pastor Maldonado  | Lotus-Renault      | 0      |
| 20   | Esteban Gutiérrez | Sauber-Ferrari     | 0      |
| 21   | Max Chilton       | Marussia-Ferrari   | 0      |
| 22   | Kamui Kobayashi   | Caterham-Renault   | 0      |

### Konstrukteurswertung
| Pos. | Konstrukteur         | Punkte |
| ---- | -------------------- | ------ |
| 01   | Mercedes             | 326    |
| 02   | Red Bull-Renault     | 168    |
| 03   | Ferrari              | 106    |
| 04   | Williams-Mercedes    | 103    |
| 05   | Force India-Mercedes | 91     |
| 06   | McLaren-Mercedes     | 90     |

| Pos. | Konstrukteur       | Punkte |
| ---- | ------------------ | ------ |
| 07   | Toro Rosso-Renault | 15     |
| 08   | Lotus-Renault      | 8      |
| 09   | Marussia-Ferrari   | 2      |
| 10   | Sauber-Ferrari     | 0      |
| 11   | Caterham-Renault   | 0      |